# Cœur d'un sous-groupe
En mathématiques, et plus précisément en théorie des groupes, l'intersection des conjugués, dans un groupe {\displaystyle G}, d'un sous-groupe {\displaystyle H} de {\displaystyle G} est appelée le cœur de {\displaystyle H} (dans {\displaystyle G}) et est notée cœurG(H) ou encore {\displaystyle H_{G}}.
Le cœur de {\displaystyle H} dans {\displaystyle G} est le plus grand sous-groupe normal de {\displaystyle G} contenu dans {\displaystyle H}.
Si on désigne par {\displaystyle G}/{\displaystyle H} l'ensemble des classes à gauche de {\displaystyle G} modulo {\displaystyle H} (cet ensemble n'est pas forcément muni d'une structure de groupe, {\displaystyle H} n'étant pas supposé normal dans {\displaystyle G}), on sait que {\displaystyle G} opère à gauche sur {\displaystyle G}/{\displaystyle H} par :
{\displaystyle G\times G/H\rightarrow G/H:(g,X)\mapsto gX}
Le cœur de {\displaystyle H} dans {\displaystyle G} est le noyau de cette opération. Il en résulte que {\displaystyle G/H_{G}} est isomorphe à un sous-groupe de {\displaystyle S_{G/H}} (groupe des permutations de l'ensemble {\displaystyle G/H}). En particulier, si {\displaystyle H} est d'indice fini {\displaystyle n} dans {\displaystyle G}, {\displaystyle H_{G}} est lui aussi d'indice fini dans {\displaystyle G} et cet indice divise {\displaystyle n!} (factorielle de {\displaystyle n}).
Comme exemple d'usage de la notion de cœur d'un sous-groupe, on peut citer un théorème de Øystein Ore selon lequel deux sous-groupes maximaux d'un groupe fini résoluble qui ont le même cœur sont forcément conjugués. Ce théorème permet de prouver des théorèmes bien connus de Philip Hall et de Roger Carter (en).